# Omnium canadien
L'Omnium canadien (en anglais : Canadian Open) est un tournoi de golf professionnel du PGA Tour fondé en 1904. Joué chaque année, hormis durant la Première ou la Seconde Guerre mondiale ou la Pandémie de Covid-19, il est le troisième plus vieux tournoi de golf, derrière l'Open britannique et l'U.S. Open.

## Palmarès
| Édition | Vainqueur                                             | Pays                                                  | Parcours                                              | Lieu                                                  |
| ------- | ----------------------------------------------------- | ----------------------------------------------------- | ----------------------------------------------------- | ----------------------------------------------------- |
| 1904    | John H. Oke                                           | Angleterre                                            | Club de golf Royal Montréal (36 trous)                | Dorval                                                |
| 1905    | George Cumming                                        | Canada                                                | Club de golf de Toronto (36 trous)                    | Mississauga                                           |
| 1906    | Charles Murray                                        | Canada                                                | Club de golf Royal Ottawa (36 trous)                  | Aylmer                                                |
| 1907    | Percy Barrett                                         | Angleterre                                            | Club de golf Lambton                                  | Toronto                                               |
| 1908    | Albert Murray                                         | Canada                                                | Club de golf Royal Montréal                           | Dorval                                                |
| 1909    | Karl Keffer                                           | Canada                                                | Club de golf de Toronto                               | Mississauga                                           |
| 1910    | Daniel Kenny                                          | États-Unis                                            | Club de golf Lambton                                  | Toronto                                               |
| 1911    | Charles Murray (2)                                    | Canada                                                | Club de golf Royal Ottawa                             | Aylmer                                                |
| 1912    | George Sargent                                        | Angleterre                                            | Club de golf Rosedale                                 | Toronto                                               |
| 1913    | Albert Murray (2)                                     | Canada                                                | Club de golf Royal Montréal                           | Dorval                                                |
| 1914    | Karl Keffer                                           | Canada                                                | Club de golf de Toronto                               | Mississauga                                           |
| 1915    | annulé en raison de la Première Guerre mondiale       | annulé en raison de la Première Guerre mondiale       | annulé en raison de la Première Guerre mondiale       | annulé en raison de la Première Guerre mondiale       |
| 1916    | annulé en raison de la Première Guerre mondiale       | annulé en raison de la Première Guerre mondiale       | annulé en raison de la Première Guerre mondiale       | annulé en raison de la Première Guerre mondiale       |
| 1917    | annulé en raison de la Première Guerre mondiale       | annulé en raison de la Première Guerre mondiale       | annulé en raison de la Première Guerre mondiale       | annulé en raison de la Première Guerre mondiale       |
| 1918    | annulé en raison de la Première Guerre mondiale       | annulé en raison de la Première Guerre mondiale       | annulé en raison de la Première Guerre mondiale       | annulé en raison de la Première Guerre mondiale       |
| 1919    | James Douglas Edgar                                   | Angleterre                                            | Golf et country club d'Hamilton                       | Ancaster                                              |
| 1920    | James Douglas Edgar (2)                               | Angleterre                                            | Club de golf Rivermead                                | Aylmer                                                |
| 1921    | William Trovinger                                     | États-Unis                                            | Club de golf de Toronto                               | Mississauga                                           |
| 1922    | Al Watrous                                            | États-Unis                                            | Club de golf Mont Bruno                               | Saint-Bruno-de-Montarville                            |
| 1923    | Clarence Hackney                                      | Écosse                                                | Club de golf Lakeview                                 | Mississauga                                           |
| 1924    | Leo Diegel                                            | États-Unis                                            | Club de golf Mont Bruno                               | Saint-Bruno-de-Montarville                            |
| 1925    | Leo Diegel (2)                                        | États-Unis                                            | Club de golf Lambton                                  | Toronto                                               |
| 1926    | Macdonald Smith                                       | Écosse                                                | Club de golf Royal Montréal                           | Dorval                                                |
| 1927    | Tommy Armour                                          | États-Unis                                            | Club de golf de Toronto                               | Mississauga                                           |
| 1928    | Leo Diegel (3)                                        | États-Unis                                            | Club de golf Rosedale                                 | Toronto                                               |
| 1929    | Leo Diegel (4)                                        | États-Unis                                            | Club de golf Kanawaki                                 | Kahnawake                                             |
| 1930    | Tommy Armour (2)                                      | États-Unis                                            | Golf et country club d'Hamilton                       | Ancaster                                              |
| 1931    | Walter Hagen                                          | États-Unis                                            | Golf et country club de Mississauga                   | Mississauga                                           |
| 1932    | Harry Cooper                                          | Angleterre                                            | Club de chasse et de golf d'Ottawa                    | Ottawa                                                |
| 1933    | Joe Kirkwood, Sr.                                     | Australie                                             | Club de golf Royal York                               | Toronto                                               |
| 1934    | Tommy Armour (3)                                      | États-Unis                                            | Club de golf Lakeview                                 | Toronto                                               |
| 1935    | Gene Kunes                                            | États-Unis                                            | Club de golf Summerlea                                | Montréal                                              |
| 1936    | Lawson Little                                         | États-Unis                                            | Club de golf St. Andrew                               | Toronto                                               |
| 1937    | Harry Cooper(2)                                       | Angleterre                                            | Club de golf St. Andrew                               | Toronto                                               |
| 1938    | Sam Snead                                             | États-Unis                                            | Golf et country club de Mississauga                   | Mississauga                                           |
| 1939    | Harold McSpaden                                       | États-Unis                                            | Club de golf Riverside                                | Saint-Jean                                            |
| 1940    | Sam Snead (2)                                         | États-Unis                                            | Golf et country club Scarboro                         | Scarborough                                           |
| 1941    | Sam Snead (3)                                         | États-Unis                                            | Club de golf Lambton                                  | Toronto                                               |
| 1942    | Craig Wood                                            | États-Unis                                            | Golf et country club de Mississauga                   | Mississauga                                           |
| 1943    | annulé en raison de la Seconde Guerre mondiale        | annulé en raison de la Seconde Guerre mondiale        | annulé en raison de la Seconde Guerre mondiale        | annulé en raison de la Seconde Guerre mondiale        |
| 1944    | annulé en raison de la Seconde Guerre mondiale        | annulé en raison de la Seconde Guerre mondiale        | annulé en raison de la Seconde Guerre mondiale        | annulé en raison de la Seconde Guerre mondiale        |
| 1945    | Byron Nelson                                          | États-Unis                                            | Club de golf de Thornhill                             | Thornhill                                             |
| 1946    | George Fazio                                          | États-Unis                                            | Club de golf de Beaconsfield                          | Pointe-Claire                                         |
| 1947    | Bobby Locke                                           | Afrique du Sud                                        | Golf et country club Scarboro                         | Scarborough                                           |
| 1948    | Charles Congdon                                       | États-Unis                                            | Club de golf Shaughnessy Heights                      | Vancouver                                             |
| 1949    | E.J. "Dutch" Harrison                                 | États-Unis                                            | Golf et country club St. George                       | Toronto                                               |
| 1950    | Jim Ferrier                                           | Australie                                             | Club de golf Royal Montréal                           | Dorval                                                |
| 1951    | Jim Ferrier (2)                                       | Australie                                             | Golf et country club de Mississauga                   | Mississauga                                           |
| 1952    | Johnny Palmer                                         | États-Unis                                            | Country club St. Charles                              | Winnipeg                                              |
| 1953    | Dave Douglas                                          | États-Unis                                            | Golf et country club Scarboro                         | Scarborough                                           |
| 1954    | Pat Fletcher                                          | Canada                                                | Club de golf Point Grey                               | Vancouver                                             |
| 1955    | Arnold Palmer                                         | États-Unis                                            | Golf et country club Weston                           | Toronto                                               |
| 1956    | Doug Sanders (Am)                                     | États-Unis                                            | Club de golf de Beaconsfield                          | Pointe-Claire                                         |
| 1957    | George Bayer                                          | États-Unis                                            | Golf et country club Westmount                        | Kitchener                                             |
| 1958    | Wes Ellis                                             | États-Unis                                            | Golf et country club Mayfair                          | Edmonton                                              |
| 1959    | Doug Ford                                             | États-Unis                                            | Club de golf Islesmere                                | Laval                                                 |
| 1960    | Art Wall Jr.                                          | États-Unis                                            | Golf et country club St. George                       | Toronto                                               |
| 1961    | Jacky Cupit                                           | États-Unis                                            | Country club Niakwa                                   | Winnipeg                                              |
| 1962    | Ted Kroll                                             | États-Unis                                            | Club Laval-sur-le-Lac                                 | Laval                                                 |
| 1963    | Doug Ford (2)                                         | États-Unis                                            | Golf et country club Scarboro                         | Scarborough                                           |
| 1964    | Kel Nagle                                             | Australie                                             | Country club Pinegrove                                | Saint-Luc                                             |
| 1965    | Gene Littler                                          | États-Unis                                            | Golf et country club de Mississauga                   | Mississauga                                           |
| 1966    | Don Massengale                                        | États-Unis                                            | Golf et country club Shaughnessy                      | Vancouver                                             |
| 1967    | Billy Casper                                          | États-Unis                                            | Terrain de golf municipal de Montréal                 | Montréal                                              |
| 1968    | Bob Charles                                           | Nouvelle-Zélande                                      | Golf et country club St. George                       | Toronto                                               |
| 1969    | Tommy Aaron                                           | États-Unis                                            | Golf et country club Pine Grove                       | Saint-Luc                                             |
| 1970    | Kermit Zarley                                         | États-Unis                                            | Club de chasse et country club de London              | London                                                |
| 1971    | Lee Trevino                                           | États-Unis                                            | Club de Golf La Vallée du Richelieu                   | Sainte-Julie-de-Verchères                             |
| 1972    | Gay Brewer                                            | États-Unis                                            | Club Cherry Hill                                      | Ridgeway                                              |
| 1973    | Tom Weiskopf (2)                                      | États-Unis                                            | Club de Golf La Vallée du Richelieu                   | Sainte-Julie-de-Verchères                             |
| 1974    | Bobby Nichols                                         | États-Unis                                            | Golf et country club de Mississauga                   | Mississauga                                           |
| 1975    | Tom Weiskopf                                          | États-Unis                                            | Club de golf Royal Montréal                           | Île Bizard                                            |
| 1976    | Jerry Pate                                            | États-Unis                                            | Golf et country club Essex                            | Windsor                                               |
| 1977    | Lee Trevino (2)                                       | États-Unis                                            | Terrain de golf Glen Abbey                            | Oakville                                              |
| 1978    | Bruce Lietzke                                         | États-Unis                                            | Terrain de golf Glen Abbey                            | Oakville                                              |
| 1979    | Lee Trevino                                           | États-Unis                                            | Terrain de golf Glen Abbey                            | Oakville                                              |
| 1980    | Bob Gilder                                            | États-Unis                                            | Club de golf Royal Montréal                           | Île Bizard                                            |
| 1981    | Peter Oosterhuis                                      | Angleterre                                            | Terrain de golf Glen Abbey                            | Oakville                                              |
| 1982    | Bruce Lietzke (2)                                     | États-Unis                                            | Terrain de golf Glen Abbey                            | Oakville                                              |
| 1983    | John Cook                                             | États-Unis                                            | Terrain de golf Glen Abbey                            | Oakville                                              |
| 1984    | Greg Norman                                           | Australie                                             | Terrain de golf Glen Abbey                            | Oakville                                              |
| 1985    | Curtis Strange                                        | États-Unis                                            | Terrain de golf Glen Abbey                            | Oakville                                              |
| 1986    | Bob Murphy                                            | États-Unis                                            | Terrain de golf Glen Abbey                            | Oakville                                              |
| 1987    | Curtis Strange (2)                                    | États-Unis                                            | Terrain de golf Glen Abbey                            | Oakville                                              |
| 1988    | Ken Green                                             | États-Unis                                            | Terrain de golf Glen Abbey                            | Oakville                                              |
| 1989    | Steve Jones                                           | États-Unis                                            | Terrain de golf Glen Abbey                            | Oakville                                              |
| 1990    | Wayne Levi                                            | États-Unis                                            | Terrain de golf Glen Abbey                            | Oakville                                              |
| 1991    | Nick Price                                            | Zimbabwe                                              | Terrain de golf Glen Abbey                            | Oakville                                              |
| 1992    | Greg Norman                                           | Australie                                             | Terrain de golf Glen Abbey                            | Oakville                                              |
| 1993    | David Frost                                           | Afrique du Sud                                        | Terrain de golf Glen Abbey                            | Oakville                                              |
| 1994    | Nick Price (2)                                        | Zimbabwe                                              | Terrain de golf Glen Abbey                            | Oakville                                              |
| 1995    | Mark O'Meara                                          | États-Unis                                            | Terrain de golf Glen Abbey                            | Oakville                                              |
| 1996    | Dudley Hart                                           | États-Unis                                            | Terrain de golf Glen Abbey                            | Oakville                                              |
| 1997    | Steve Jones (2)                                       | États-Unis                                            | Club de golf Royal Montréal                           | Île Bizard                                            |
| 1998    | Billy Andrade                                         | États-Unis                                            | Terrain de golf Glen Abbey                            | Oakville                                              |
| 1999    | Hal Sutton                                            | États-Unis                                            | Terrain de golf Glen Abbey                            | Oakville                                              |
| 2000    | Tiger Woods                                           | États-Unis                                            | Terrain de golf Glen Abbey                            | Oakville                                              |
| 2001    | Scott Verplank                                        | États-Unis                                            | Club de golf Royal Montréal                           | Île Bizard                                            |
| 2002    | John Rollins                                          | États-Unis                                            | Club de golf Angus Glen                               | Markham                                               |
| 2003    | Bob Tway                                              | États-Unis                                            | Golf et country club d'Hamilton                       | Hamilton                                              |
| 2004    | Vijay Singh                                           | Fidji                                                 | Terrain de golf Glen Abbey                            | Oakville                                              |
| 2005    | Mark Calcavecchia                                     | États-Unis                                            | Golf et country club Shaughnessy                      | Vancouver                                             |
| 2006    | Jim Furyk                                             | États-Unis                                            | Golf et country club d'Hamilton                       | Hamilton                                              |
| 2007    | Jim Furyk (2)                                         | États-Unis                                            | Club de golf Angus Glen                               | Markham                                               |
| 2008    | Chez Reavie                                           | États-Unis                                            | Terrain de golf Glen Abbey                            | Oakville                                              |
| 2009    | Nathan Green                                          | Australie                                             | Terrain de golf Glen Abbey                            | Oakville                                              |
| 2010    | Carl Pettersson                                       | Suède                                                 | Golf et country club St. George                       | Toronto                                               |
| 2011    | Sean O'Hair                                           | États-Unis                                            | Golf et country club Shaughnessy                      | Vancouver                                             |
| 2012    | Scott Piercy                                          | États-Unis                                            | Golf et country club d'Hamilton                       | Oakville                                              |
| 2013    | Brandt Snedeker                                       | États-Unis                                            | Terrain de golf Glen Abbey                            | Ancaster                                              |
| 2014    | Tim Clark                                             | Afrique du Sud                                        | Club de golf Royal Montréal                           | Montréal                                              |
| 2015    | Jason Day                                             | Australie                                             | Terrain de golf Glen Abbey                            | Ancaster                                              |
| 2016    | Jhonattan Vegas                                       | Venezuela                                             | Terrain de golf Glen Abbey                            | Ancaster                                              |
| 2017    | Jhonattan Vegas (2)                                   | Venezuela                                             | Terrain de golf Glen Abbey                            | Ancaster                                              |
| 2018    | Dustin Johnson                                        | États-Unis                                            | Terrain de golf Glen Abbey                            | Ancaster                                              |
| 2019    | Rory McIlroy                                          | Irlande du Nord                                       | Golf et country club d'Hamilton                       | Hamilton,                                             |
| 2020    | annulé en raison de la Pandémie de Covid-19 au Canada | annulé en raison de la Pandémie de Covid-19 au Canada | annulé en raison de la Pandémie de Covid-19 au Canada | annulé en raison de la Pandémie de Covid-19 au Canada |
| 2021    | annulé en raison de la Pandémie de Covid-19 au Canada | annulé en raison de la Pandémie de Covid-19 au Canada | annulé en raison de la Pandémie de Covid-19 au Canada | annulé en raison de la Pandémie de Covid-19 au Canada |
| 2022    | Rory McIlroy (2)                                      | Irlande du Nord                                       | Golf et country club St. George                       | Toronto                                               |
| 2023    | Nick Taylor                                           | Canada                                                | Golf et country club de Oakdale                       | Toronto                                               |
| 2024    | Robert MacIntyre                                      | Écosse                                                | Golf et country club d'Hamilton                       | Hamilton                                              |